# ニチバラ!
『ニチバラ!』は、朝日放送テレビ（ABCテレビ）で2011年2月7日（2月6日深夜）から毎週月曜日未明（日曜日深夜、JST）に放送されているバラエティ放送枠のタイトル名である。

## 概要

### 2010年
2010年1月17日から名古屋テレビ（メ〜テレ）制作の『キングコングのあるコトないコト』（以下：「あるコトないコト」）を当番組の第1部の時間帯で単独番組として遅れネットではあるものの放送していた。
その後、同年11月21日にテレビ朝日制作の『さまぁ〜ず×さまぁ〜ず』（以下：「さま×さま」）が火曜日深夜から当枠第2部の時間帯へと移動してきたが、この時でも『あるコトないコト』と『さま×さま』はそれぞれ単独番組として放送した。
そして、当枠開始と同日にテレビ朝日制作の『タモリ倶楽部』が月曜日深夜から第3部の時間帯へと移動してきたことにより、当枠が形成された。

### 2011年
当枠の『ニチバラ!』という番組タイトルは一部のテレビ雑誌やインターネットでの番組表では表記されているものの、ABCテレビの番組表や新聞・EPG番組表では表記されず、「キングコングのあるコトないコト◆さまぁ〜ず×さまぁ〜ず◆タモリ倶楽部」（2011年9月11日までの場合）と、3番組が一体化で表記され、かつ放送時間も下記のように区切られておらず一纏めにされていたが、同年10月2日以降は「キングコングのあるコトないコト◆（02:00〜）タモリ倶楽部」と、一体化の表記は維持されているものの、第2部がいつから始められるかという時刻表記が追加されている。
同年9月11日で『さま×さま』のネットを打ち切った。翌週の同年9月18日より、自社制作の『わっしょい!5up』が当枠第1部でレギュラー化されることになった。これにより、それまで第1部で放送してきた『あるコトないコト』は『さま×さま』に替わって第2部へと移動した。
しかし僅か2週で『わっしょい!5up』が当枠から分離・独立することになり、当枠の放送時間が30分繰り下がり、終了時刻も5分繰り上がったが、同年10月9日 - 10月番組改編による『日曜洋画劇場』の16分拡大による編成により、全体的に放送時間が3分繰り下がっている。

### 2012年
2012年4月15日から、0:58 - 1:53枠で『日曜×芸人』の時差ネットを行うため、放送時間が25分繰り下げられた。
同年9月30日 - 2013年1月27日に『あるコトないコト』が月曜日に移動し、翌週からはキー局での放送から大きく遅れた『タモリ倶楽部』のみを2本（35分+35分=1時間10分）放送する枠になった。

### 2013年
2013年2月3日からは『タモリ倶楽部』は、通常の35分番組へ差し戻される。
その後は『激論!どっちマニア』や『最高のクレーム』を放送開始。「タモリ倶楽部◆（02:28〜）激論!どっちマニア → 最高のクレーム」と、2番組が一体化で表記され、第2部がいつから始められるか時刻表記されている。
『最高のクレーム』終了後の同年9月15日からは、再び遅れが大きくなっている『タモリ倶楽部』を2本放送することとなった。
同年11月17日からは『林修先生の今やる!ハイスクール』が放送開始。「タモリ倶楽部◆（02:28〜）林修先生の今やる!ハイスクール」と、2番組が一体化で表記され、第2部がいつから始められるか時刻表記されている。

### 2014年
2014年1月26日で『林修先生の今やる!ハイスクール』は放送終了。同年2月2日からは『だんくぼ』が土曜日深夜から枠移動するも打ち切り、同年3月30日から『だんくぼ・彩』を開始。しかし、3回の放送でこれも打ち切りとなった。
同年4月27日からは、『あるコトないコト』が月曜日深夜から再び当枠に移動する。

### 2015年
2015年2月8日で『あるコトないコト』が放送終了。翌週からは『タモリ倶楽部』が2本放送される。
同年5月24日からは『関ジャム 完全燃SHOW』を1:58 - に時差ネットするため当枠が55分繰り上げられ（事実上の枠交換）、10分短縮される。
同年7月12日からは『夜の巷を徘徊する』が日曜日未明（土曜日深夜）から当枠に移動する為、『タモリ倶楽部』は1本に戻る。「タモリ倶楽部[字]◆（01:28〜）夜の巷を徘徊する[字]」と、2番組が一体化で表記され、第2部がいつから始められるか時刻表記されている。
同年10月4日からは『タモリ倶楽部』と『夜の巷を徘徊する』の放送時間が逆となる。「夜の巷を徘徊する[字]◆（01:28〜）タモリ倶楽部[字]」と2番組が一体化で表記され、第2部がいつから始められるか時刻表記されている。ただ『タモリ倶楽部』がテレビ朝日放送時から5ヶ月程遅れて放送していることから、週によっては『タモリ倶楽部』を2本立てで放送することもある。

### 2016年
2016年9月25日をもって『ハッキリ5〜そんなに好かれていない5人が世界を救う〜』が終了となり、『東西芸人いきなり!2人旅』から続いていた日曜 23時台の自社制作枠は廃枠。時差ネット放送が廃止されたことに伴い、同年10月2日より、1:58 - に時差ネットしていた『関ジャム 完全燃SHOW』がテレビ朝日系列と同時ネットに切り替えとなり、『夜の巷を徘徊する』が当枠から金曜日深夜（木曜日深夜）に移動する。翌週からは『タモリ倶楽部』が2本放送される。
同年11月6日からは『あるある議事堂』が放送開始。「あるある議事堂[字]◆（01:28〜）タモリ倶楽部[字]」と、2番組が一体化で表記され、第2部がいつから始められるか時刻表記されている。『タモリ倶楽部』は1本に戻る。

### 2017年
2017年3月26日に『あるある議事堂』が終了。
4月2日には『アメトーーク!傑作選 映画ドラえもん のび太の南極カチコチ大冒険公開記念SP』が0:58 - 2:12に放送。
4月9日からは『バクモン学園』が放送開始。4月24日からは、『なら≒デキ〜○○なら××デキるはず〜』がスタート。「バクモン学園[字]◆（01:10〜）なら≒デキ〜○○なら××デキるはず〜[字]」と、2番組が一体化で表記され、第2部がいつから始められるか時刻表記されている。『タモリ倶楽部』は第3部へ移動する。
8月28日をもって『バクモン学園』のネットを打ち切った。9月10日 - 10月9日は「なら≒デキ〜○○なら××デキるはず〜◆（01:10〜）タモリ倶楽部」と、2番組が一体化で表記され、第2部がいつから始められるか時刻表記されている。9月10日からは『タモリ倶楽部』が2本放送される。10月9日に『なら≒デキ〜○○なら××デキるはず〜』が終了。
10月16日 - 12月18日はAbemaTVとの共同制作による『ハケンのキャバ嬢・彩華』の放送に伴い、放送時間が25分繰り下げられた。

### 2018年
1月15日からは『イッテンモノ!』が放送開始。「イッテンモノ◆（01:10〜）タモリ倶楽部」と2番組が一体化で表記され、第2部がいつから始められるか時刻表記されている。
2月5日からは『さま×さま』のネットを再開し、『タモリ倶楽部』は1本に戻る。「イッテンモノ◆（01:15〜）タモリ倶楽部◆（01:50〜）さまぁ〜ず×さまぁ〜ず」と、3番組が一体化で表記され、第2・3部がいつから始められるか時刻表記されている。
3月26日をもって再度『さま×さま』のネットを打ち切った。4月9日から『ANN NEWS&SPORTS』再開に伴い放送時間が15分繰り下げられ、『関ジャム 完全燃SHOW』を再度時差ネットに変更した。

### 2019年
11月18日以降は『霜降りバラエティ』のみの放送が基本となり、それ以降に2番組以上を連続編成する場合もそれぞれが単独番組扱いされるようになったことから、当枠は実質的に廃止されたものとみられる。

## 変遷

### 放送番組
| 放送期間                       | 第1部                              | 第2部                           | 第3部                 |
| ------------------------------ | ---------------------------------- | ------------------------------- | --------------------- |
| 2011年2月7日 - 9月12日         | キングコングのあるコトないコト     | さまぁ〜ず×さまぁ〜ず           | タモリ倶楽部          |
| 2011年9月19日・9月26日         | わっしょい!5up                     | キングコングのあるコトないコト  | タモリ倶楽部          |
| 2011年10月3日 - 2012年10月1日  | キングコングのあるコトないコト     | タモリ倶楽部                    | （廃枠）              |
| 2012年10月8日 - 2013年1月28日  | タモリ倶楽部                       | タモリ倶楽部                    | （廃枠）              |
| 2013年2月4日 - 5月20日         | タモリ倶楽部                       | 激論!どっちマニア               | （廃枠）              |
| 2013年6月3日 - 9月9日          | タモリ倶楽部                       | 最高のクレーム                  | （廃枠）              |
| 2013年9月16日 - 11月11日       | タモリ倶楽部                       | タモリ倶楽部                    | （廃枠）              |
| 2013年11月18日 - 2014年1月27日 | タモリ倶楽部                       | 林修先生の今やる!ハイスクール   | （廃枠）              |
| 2014年2月3日 - 3月17日         | タモリ倶楽部                       | だんくぼ                        | （廃枠）              |
| 2014年3月31日 - 4月14日        | タモリ倶楽部                       | だんくぼ・彩                    | （廃枠）              |
| 2014年4月28日 - 2015年2月9日   | タモリ倶楽部                       | キングコングのあるコトないコト  | （廃枠）              |
| 2015年2月16日 - 6月29日        | タモリ倶楽部                       | タモリ倶楽部                    | （廃枠）              |
| 2015年7月13日 - 9月28日        | タモリ倶楽部                       | 夜の巷を徘徊する                | （廃枠）              |
| 2015年10月5日 - 2016年9月26日  | 夜の巷を徘徊する                   | タモリ倶楽部                    | （廃枠）              |
| 2016年10月3日 - 10月31日       | タモリ倶楽部                       | タモリ倶楽部                    | （廃枠）              |
| 2016年11月7日 - 2017年3月27日  | あるある議事堂                     | タモリ倶楽部                    | （廃枠）              |
| 2017年4月10日 - 4月17日        | バクモン学園                       | タモリ倶楽部                    | （廃枠）              |
| 2017年4月24日 - 8月28日        | バクモン学園                       | なら≒デキ〜○○なら××デキるはず〜 | タモリ倶楽部          |
| 2017年9月10日 - 10月9日        | なら≒デキ〜○○なら××デキるはず〜    | タモリ倶楽部                    | タモリ倶楽部          |
| 2017年10月16日 - 2018年1月8日  | タモリ倶楽部                       | タモリ倶楽部                    | （廃枠）              |
| 2018年1月15日 - 1月29日        | イッテンモノ!                      | タモリ倶楽部                    | タモリ倶楽部          |
| 2018年2月5日 - 3月19日         | イッテンモノ!                      | タモリ倶楽部                    | さまぁ〜ず×さまぁ〜ず |
| 2018年4月9日 - 10月1日         | イッテンモノ!                      | タモリ倶楽部                    | （廃枠）              |
| 2018年10月8日 - 2019年4月15日  | 10万円でできるかな                 | タモリ倶楽部                    | （廃枠）              |
| 2019年4月22日 - 7月1日         | 10万円でできるかな                 | 第1話                           | （廃枠）              |
| 2019年7月8日                   | いまだにファンです!                | 第1話                           | （廃枠）              |
| 2019年7月29日                  | 松之丞カレンの反省だ!              | （廃枠）                        | （廃枠）              |
| 2019年8月12日・8月19日         | 霜降りバラエティ                   | （廃枠）                        | （廃枠）              |
| 2019年8月26日 - 11月11日       | サウナーマン〜汗か涙かわからない〜 | 霜降りバラエティ                | （廃枠）              |

### 放送時間
| 放送期間                        | 放送時間    | 第1部       | 第2部       | 第3部       |
| ------------------------------- | ----------- | ----------- | ----------- | ----------- |
| 2011年2月7日 - 2011年9月26日    | 0:55 - 2:40 | 0:55 - 1:30 | 1:30 - 2:05 | 2:05 - 2:40 |
| 2011年10月3日                   | 1:25 - 2:35 | 1:25 - 2:00 | 2:00 - 2:35 | （廃枠）    |
| 2011年10月10日 - 2012年4月9日   | 1:28 - 2:38 | 1:28 - 2:03 | 2:03 - 2:38 | （廃枠）    |
| 2012年4月16日 - 2015年5月4日    | 1:53 - 3:03 | 1:53 - 2:28 | 2:28 - 3:03 | （廃枠）    |
| 2015年5月25日 - 2017年4月17日   | 0:58 - 1:58 | 0:58 - 1:28 | 1:28 - 1:58 | （廃枠）    |
| 2017年4月24日 - 10月9日         | 0:40 - 2:20 | 0:40 - 1:10 | 1:10 - 1:45 | 1:45 - 2:20 |
| 2017年10月16日 - 2018年1月8日   | 1:15 - 2:25 | 1:15 - 1:50 | 1:50 - 2:25 | （廃枠）    |
| 2018年1月15日 - 3月19日         | 0:40 - 2:20 | 0:40 - 1:10 | 1:10 - 1:45 | 1:45 - 2:20 |
| 2018年4月9日 - 2019年7月8日     | 0:55 - 1:55 | 0:55 - 1:25 | 1:25 - 1:55 | （廃枠）    |
| 2019年7月29日・8月12日・8月19日 | 1:55 - 2:20 | 1:55 - 2:20 | （廃枠）    | （廃枠）    |
| 2019年8月26日 - 11月11日        | 1:57 - 2:54 | 1:57 - 2:27 | 2:27 - 2:54 | （廃枠）    |

## 特記事項

### 阪神戦中継時
当枠形成前からプロ野球シーズン中は14時台に、ローカルで『スーパーベースボール 虎バン主義。』として阪神タイガース戦を生中継する際、本来放送されている『サンデープレゼント』が野球中継が延長されて、16:00 - 17:25枠で代替放送できなくなった場合は臨時に当枠を休止して、翌日未明に振り替え・遅れネットで放送する（2011年まではこの時には『タモリ倶楽部』のみを30分間の単独番組として、振り替え放送終了直後に放送されることがあったが、2012年4月以降は『日曜×芸人』の時差ネットに伴い、枠全体の放送時間が繰り下がったため、阪神戦野球中継が延長の場合、『タモリ倶楽部』も含めて枠全体が休止となる。2015年4月から2017年4月2日までは『報道ステーション SUNDAY』が16:30 - 17:55枠に放送されていたことにより、阪神戦中継がある日は『サンプレ』の振り替え・遅れネットにより、当枠は休止となった〈阪神戦中止時は臨時で放送されていた〉）。ただし、2016年以降は『サンプレ』を他日振替もしくは未ネットとする場合があり、野球中継が延長の場合でも通常通り放送されることがある。

### 夏の甲子園中継時
毎年8月に開催される全国高等学校野球選手権大会を14時台で中継する時にも、『サンプレ』を翌日未明に振り替え・遅れネットで放送するため、枠全体が休止となる。ただし、試合中止時や、『サンプレ』の本放送がない場合、同枠を大会終了後に他日振替もしくは未ネットとする場合は通常通り放送される場合がある。

### その他
上記以外にも、全国ネットのスポーツ中継（全英オープンゴルフ、全英女子オープンゴルフ、世界水泳等）が組まれる場合や、関西ローカルの特別番組やスポーツ中継（録画放送）などで枠全体が休止となる場合がある。